# Heliosfære
Heliosfæren er en slags boble i det ydre rum, som solvinden danner i det interstellare medium (den brint- og heliumgas, som befinder sig i Mælkevejen). Skønt elektrisk neutrale atomer fra det interstellare rum kan trænge gennem denne boble, stammer næsten alt materialet i heliosfæren fra Solen selv.
Inden for de første ti milliarder kilometer af dens radius er solvindens fart over en million kilometer i timen. Efterhånden som den kolliderer med det interstellare medium, synker dens fart til under lydens hastighed før den endelig stopper helt. Punktet, hvor solvinden bliver subsonisk er solens chockfront og det sted, hvor det interstellare medium og trykket fra solvinden udligner hinanden, kaldes heliopausen. Det sted, hvor det interstellare medium, der bevæger sig i modsat retning, bliver subsonisk, når det kolliderer med heliosfæren, er solens bovbølge.

## Solvinden
Solvinden består af partikler, ioniserede atomer fra solens korona og felter, i særdeleshed magnetiske felter. Da Solen roterer en gang for hver ca. 27 dage, bliver det magnetiske felt, som transporteres af solvinden, vredet til en spiral. Variationer i Solens magnetiske felt bæres udad af solvinden og kan fremkalde magnetiske storme i Jordens egen magnetosfære.
I marts 2005 rapporteredes det, at målinger af anisotropier i solvinden, foretaget om bord på Solar and Heliospheric Observatory (SOHO) havde vist, at heliosfæren ikke er asymmetrisk, men forvredet, sandsynligvis som en virkning af det lokale, galaktiske magnetiske felt.

## Struktur

### Det heliosfæriske strømtæppe
Det heliosfæriske strømtæppe er en krusning i heliosfæren, som skabes af Solens roterende magnetiske felt. Det udbreder sig gennem hele heliosfæren og anses for at være den største struktur i solsystemet. Det er blevet omtalt som havende lighed med en ballerinas skørt.

### Ydre struktur
Heliosfærens ydre struktur er bestemt af samspillene mellem solvinden og de interstellare vinde. Solvinden strømmer bort fra Solen i alle retninger med hastigheder på adskillige hundrede km/s i Jordens nærhed. I større afstand fra Solen, et godt stykke uden for Neptuns bane, må denne supersoniske vind aftage, når den møder gasserne i det interstellare medium. Det sker i flere trin:
- Solvinden bevæger sig med overlydshastighed inden for solsystemet. Ved chockfronten, som er en stående (chock-)bølge, falder dens fart under lydhastigheden og bliver subsonisk.
- I området med subsonisk fart kan solvinden påvirkes af den allestedsnærværende strøm i det interstellare medium. Trykket får vinden til at danne en komet-lignende "hale" bag Solen, kaldet "heliokappen" (heliosheath)[5].
- Den ydre overflade af heliokappen, hvor heliosfæren møder det interstellare medium, kaldes heliopausen. Det er den yderste rand af hele heliosfæren.
- Heliopausen skaber turbulens i det interstellare medium, når Solen kredser om det galaktiske center. Bovbølgen udenfor heliopausen er et turbulent område, der fremkaldes af trykket fra den fremadrettede heliopause mod det interstellare medium.

## Solens chockfront
Chockfronten er det sted i heliosfæren, hvor det lokale interstellare medium tvinger solvindens fart ned under lydens (i forhold til Solen). Det bevirker kompression, opvarmning og ændring af det magnetiske felt. I solsystemet menes chockfronten at ligge 75 til 90 AU fra Solen. Chockfrontens grænse ligger i varierende afstand fra Solen som følge af forskelle i omfanget af soludbrud, dvs. ændringer i Solens udsendelse af gas og støv.
Chocket fremkommer, fordi partiklerne i solvinden udsendes med omkring 400 km/s, mens lydens hastighed (i det interstellare medium) er omkring 100 km/s. (Den nøjagtige fart afhænger af tætheden, som har anseelig variation). Skønt det interstellare medium har meget ringe tæthed, er der alligevel et konstant tryk forbundet med det. Solvindens tryk aftager med kvadratet på afstanden fra Solen, og når afstanden bliver tilstrækkeligt stor, bliver trykket fra det interstellare medium tilstrækkeligt til at bremse solvinden til under lydens hastighed, hvilket bevirker en chockbølge.
I retning udad fra Solen afløses chockbølgen af heliopausen, hvor partiklerne i solvinden stoppes af det interstellare medium, og derpå af Solens bovbølge, efter hvilken partikler fra det interstellare medium ikke længere anslås af solvinden.
Målinger fremlagt af dr. Ed Stone ved et møde i American Geophysical Union i maj 2005 synes at vise, at rumsonden Voyager 1 passerede chockbølgen i december 2004, da den var omkring 94 AU fra solen. Målingerne var ændringer i de magnetiske data, som sonden foretog. I modsætning hertil begyndte Voyager 2 at finde tilbagevendende partikler, da den kun var 76 AU fra Solen i maj 2006. Det kan tyde på, at heliosfæren har uregelmæssig form, så der er en udbuling ved solens nordlige halvkugle og en indadrettet bule omkring den sydlige.
IBEX-missionen vil søge at indsamle yderligere data om solsystemets chockbølge.

## Heliokappen
Heliokappen er det område af heliosfæren, som ligger længere ude end Solens chockfront. Her er vinden taget af, trykket sammen og gjort turbulent af sin samvirken med det interstellare medium. Områdets afstand fra Solen er ca. 80 til 100 AU, hvor det er nærmest, men da det har form som en komethale, strækker det sig adskillige gange den afstand i modsat retning af Solens bane gennem rummet. I retningen fremad skønnes områdets udstrækning at være mellem 10 og 100 AU. Opgaven for de igangværende rumsondemissioner Voyager 1 og Voyager 2 inkluderer studium af heliokappen.

## Heliopausen
Heliopausen er den teoretiske grænse, hvor Solens solvind standses af det interstellare medium. Her er solvinden ikke længere stærk nok til at overvinde solvindene fra de omgivende stjerner.

### Opdagelse fra rumsonder
Den præcise afstand til – såvel som formen af – heliopausen er stadig usikker. Interplanetariske/interstellare rumsonder som Pioneer 10, Pioneer 11, Voyager 1 og Voyager 2 rejser udad gennem solsystemet og vil efterhånden passere gennem heliopausen.
- Det menes, at Voyager 1 passerede chockbølgen og kom ind i heliokappen i midten af december 2004, hvor den var i en afstand af 94 AU.[9] En tidligere rapport om, at dette var sket så tidligt som august 2002 (i afstanden 85 AU) menes nu at have været forhastet.[10]
- Imidlertid passerede Voyager 2 chockbølgen den 30. august 2007 i afstanden 84 AU,[11] hvilket viste tegn på en udbuling i heliosfæren, som man mener at kunne tilskrive et interstellart magnetisk felt.[12]

Eftersom både Pioneer 10- og 11-sonderne er ophørt med at kommunikere, vil det aldrig blive kendt, hvor de passerer ind i heliokappen og heliopausen.

### Hypoteser
Ifølge en hypotese, findes der et område med varm brint, kendt som brintmuren mellem bovbølgen og heliopausen. Muren er sammensat af interstellart materiale, som reagerer med kanten af heliosfæren.
En anden hypotese går ud på, at heliopausen kan være mindre på den side af solsystemet, som vender fremad i forhold til solens banebevægelse omkring galaksen. Den kan også variere afhængigt af solvindens aktuelle fart og den lokale tæthed af det interstellare medium. Som nævnt vides den at ligge uden for Neptuns bane.
Efter at Voyager 1 og 2 rumsonderne begge har mødt solens chockbølge, ventes de til sidst at nå selve heliopausen og give yderligere oplysning om den. I mellemtiden vil IBEX-missionen forsøge at kortlægge heliopausen fra sit jordomløb inden for to år efter sin opsendelse i 2008.

## Bovbølge
Det er en hypotese, at Solen også har en bovbølge, som skabes når den bevæger sig gennem det interstellare medium, som figuren viser. Bølgen har sit navn fra sin lighed med den bølge, der skabes af et skibs stævn, og den dannes af samme grund, omend mediet er plasma og ikke vand. En bovbølge vil optræde, hvis det interstellare medium bevæger med supersonisk fart i retning mod Solen, eftersom dennes solvind bevæger sig væk fra den med supersonisk fart. Når den interstellare vind rammer heliosfæren, bremses den og skaber et turbulent område. NASAs Robert Nemiroff og Jerry Bonnell mener, at solens bovbølge kan ligge i en afstand af omkring 230 AU fra Solen.
Dette støttes af, at samme fænomen er blevet observeret af NASAs rumteleskop GALEX. Det har vist, at den røde kæmpestjerne Mira i stjernebilledet Cetus har både en kometlignende hale af udstødte gasser fra stjernen og en tydelig bovbølge foran sig i rummet, som den bevæger sig gennem med en fart på over 130 kilometer per sekund.